# Scène d'amour
Deux amants ou Scène d'amour est un tableau de l'artiste italien de la Renaissance Giulio Romano réalisé en 1524-1525 et conservé au musée de l'Ermitage à Saint-Pétersbourg.

## Description
Le tableau représente des amants nus s'embrassant sur un lit, observés par une servante âgée à travers une porte ouverte. Le lit est orné de deux petits bas-reliefs à caractère ouvertement pornographique : à gauche un satyre copulant avec une chèvre, à droite un satyre copulant avec une femme. Sous le lit un chat est visible.
L'œuvre remonte à 1524-1525, et le lieu de sa création est inconnu, puisqu'en 1524 Romano quitta Rome et l'année suivante il vint à Mantoue, où il travailla sur de grandes commandes. Giulio Romano a également représenté un chat caché sous le lit des amoureux dans le tableau « Madone au chat » (Musée de Capodimonte de Naples), réalisé en 1522-1523, c'est-à-dire alors que l'artiste était encore à Rome.

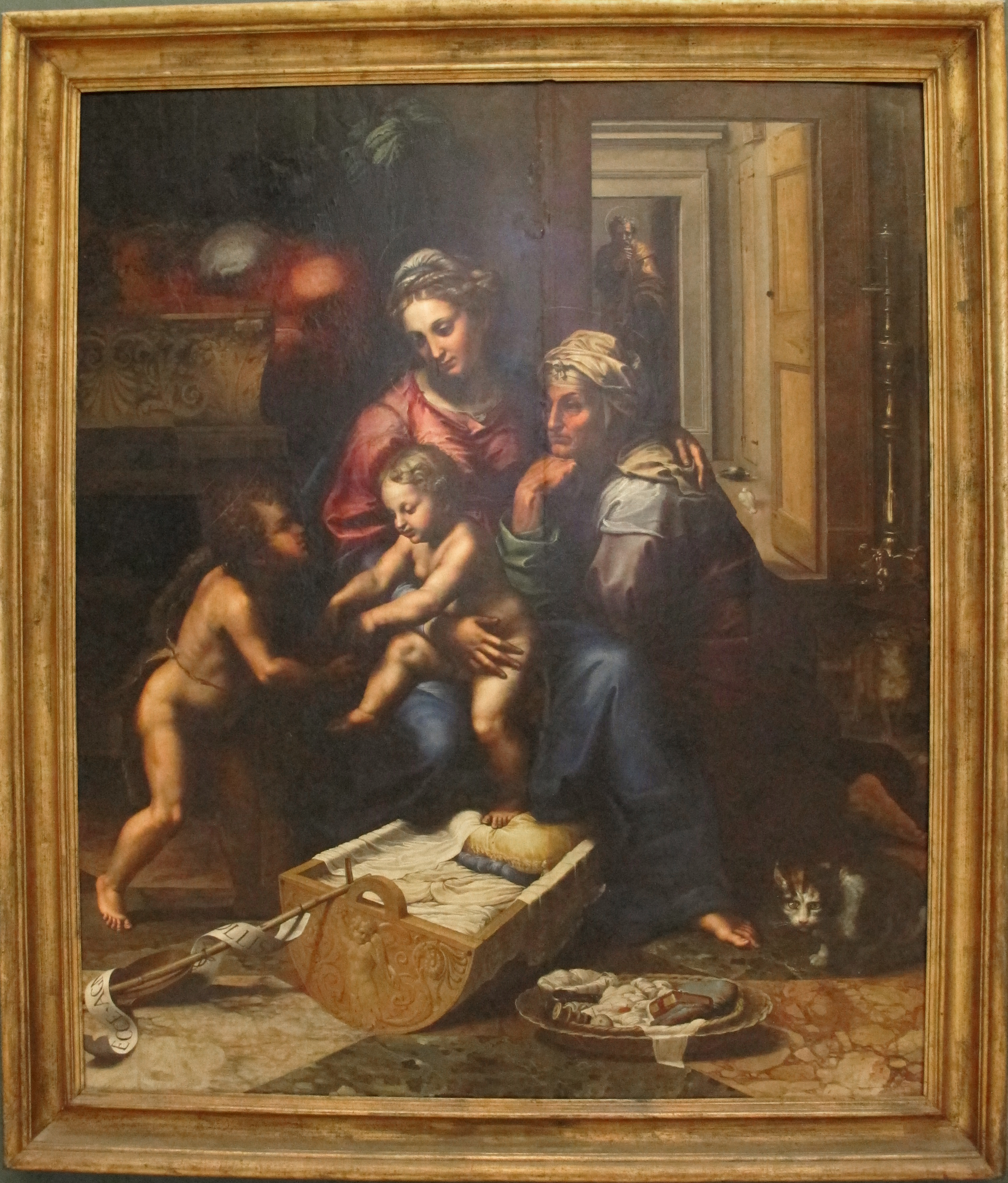
Giulio Romano, Madone au chat, Musée de Capodimonte de Naples.

Le tableau a été acheté par Catherine II à Londres à T. Jenkins grâce à la médiation de I. F. Reifenstein. Dans une lettre datée du 8 septembre 1780, adressée à T. Pete, Hamilton a rapporté que Jenkins avait vendu de nombreuses œuvres à l'impératrice russe. « Giulio Romano est, je crois, le meilleur de la collection ».

## Sujet et dénomination
Le tableau est classiquement appelé « Scène d'amour », car il existe plusieurs versions différentes de son intrigue. Ainsi, dans le catalogue de l'Ermitage de 1773 le tableau est répertorié comme « Scène galante », E. À. Lipgart l'appelait « L'intrigue de Boccace », lors de la restauration du tableau dans la première moitié du XIXe siècle, il s'appelait « Mars et Vénus ». Dans le catalogue de l'Ermitage de 1958, il est répertorié comme « Alexandre et Roxane », et Neverov interprète l'intrigue comme « Zeus et Alcimène ». Hart croit que le tableau représente une servante avertissant une épouse infidèle du retour de son mari. Thornton a avancé la version selon laquelle le tableau représente une courtisane recevant un client.
Le tableau est exposé au Grand Ermitage dans la salle 216.

## Source de traduction
- (ru) Cet article est partiellement ou en totalité issu de l’article de Wikipédia en russe intitulé « Любовная сцена (картина Романо) » (voir la liste des auteurs).